# Aron Ra
Aron Ra, född 15 oktober 1962, är ledare för American Atheists i Texas och tillika programledare för poddradiosändningen Ra-Men Podcast, samt föreläsare.
Aron Ra är starkt kritisk till kreationism, och förespråkar att vetenskapliga ämnen ska läras ut i skolor i Texas. Aron Ra har också förespråkat inkludering av evolution i ett förhör om vetenskapligt läromaterial i Texas. 
Aron Ra har föreläst vid Skepticon och tillsammans med Matt Dillahunty var han med i dokumentärfilmen My Week in Atheism från 2014 i regi av John Christy.  Tillsammans med Dillahunty och Seth Andrews deltog han under 2014 i the Unholy Trinity Tour i USA, och 2015 tog de showen till Australien.